# Ulex
Ulex, Улекс (англ. gorse, англ. furze, або англ. whin) — рід квіткових рослин родини Fabaceae, також відомий як колючий дрік. Рід включає близько 20 видів колючих вічнозелених чагарників підродини Faboideae сімейства Fabaceae. Види поширені в деяких частинах Західної Європи та північно-західної Африки, більшість видів — у Іберії .
Ulex тісно пов'язаний з дроковими, має зелене стебло та дуже дрібне листя, а також пристосований до сухих умов вирощування. Однак він відрізняється надзвичайною колючістю, пагони видозмінені в розгалужені шипи 1-4 см, котрі майже повністю замінюють листя як функціонуючі фотосинтетичні органи рослини. Листя у молодих рослин трійчасті, а у зрілих рослин вони редуковані до лусочок або дрібних шипів .  Усі види мають жовті квіти, зазвичай ефектні, деякі з дуже довгим періодом цвітіння.

## Види
Найбільша різноманітність видів Ulex зустрічається на Піренейському півострові, і більшість видів мають вузькі ареали поширення. Найпоширенішим видом є улекс звичайний (Ulex europaeus), єдиний вид, який поширений у більшій частині Західної Європи, де він росте на сонячних місцях, зазвичай на сухих піщаних ґрунтах. Він також найвищий вид, досягає 2-3 м у висоту; для порівняння, як правило 20-40 см для улексу західного (Ulex gallii). Цей останній вид характерний для дуже відкритих атлантичних прибережних пустощів і гірських середовищ існування. У східній частині Великої Британії карликовий улекс (Ulex minor) змінює улекс західний. Ulex minor виростає лише близько 30 см у висоту, характерний для піщаних низинних пустощів.

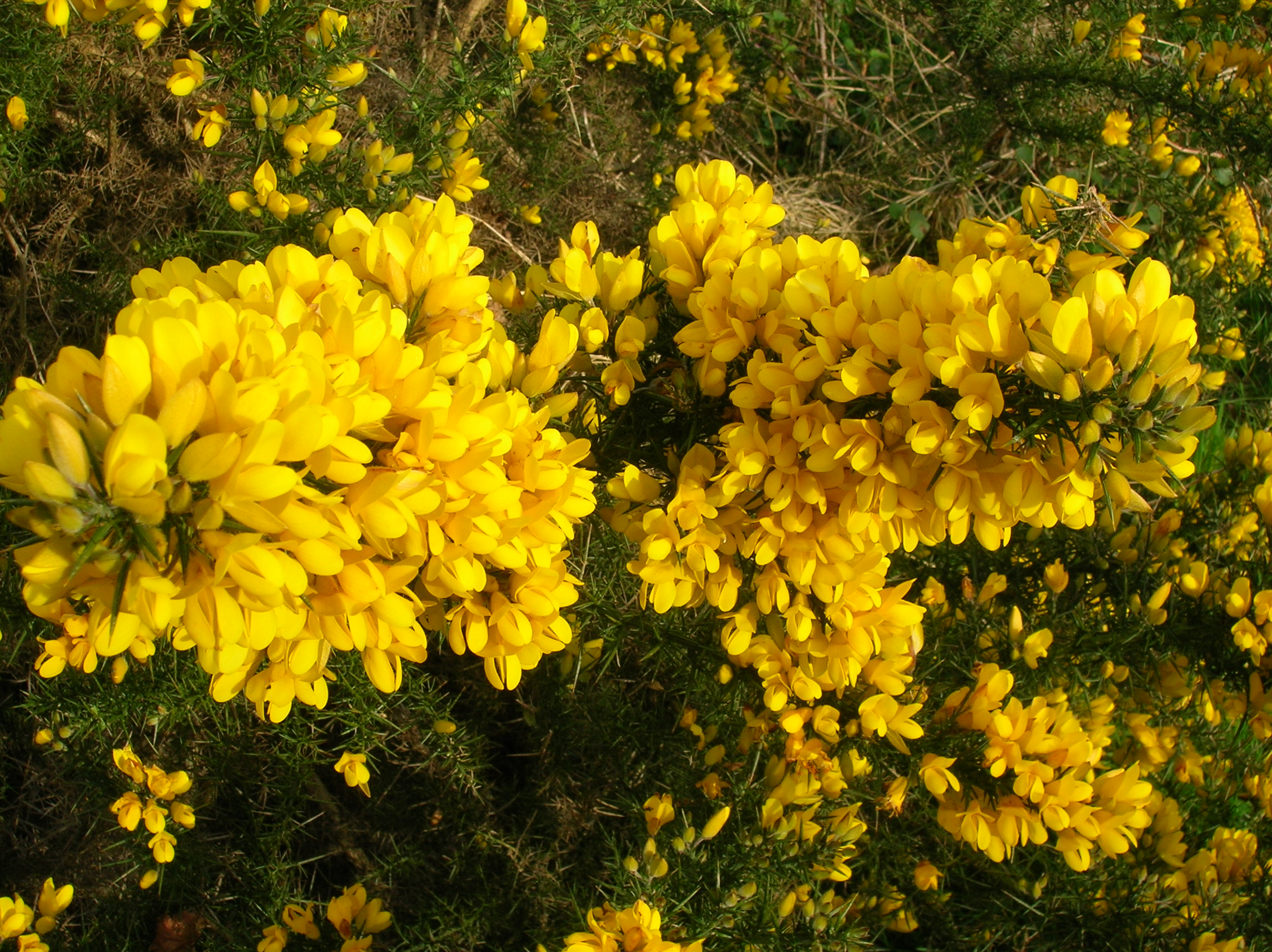
У повному розквіті у Dalgarven Mill, Шотландії.

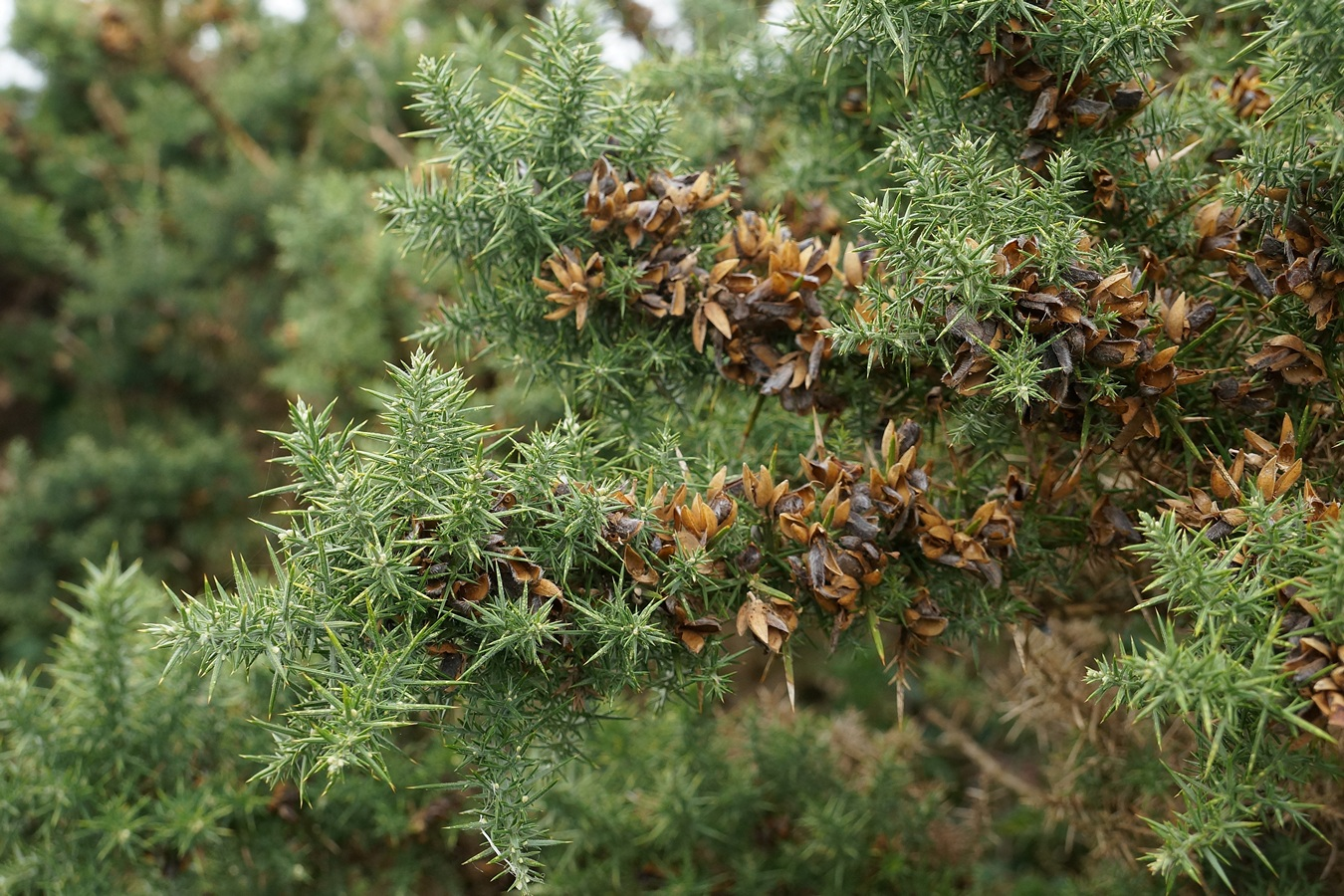
Плодоношення в Mallaig, Шотландія

Пізньої осені та взимку цвіте звичайна мало, найсильніше цвіте навесні. улекс західний і карликовий цвіте в кінці літа (серпень–вересень в Ірландії та Великій Британії). Деякі види улексу майже завжди цвітуть, звідти старовинна приказка: «Коли улекс не цвіте, поцілунки не в моді».  Квіти улексу мають характерний аромат кокоса, який відчувається дуже сильно деякими людьми, але слабко іншими.  

### Список видів
Рід включає такі види:    
- Ulex argenteus Webb
  - subsp. argenteus Webb
  - subsp. subsericans (Cout.) Rothm.
- Ulex australis  Clemente 
  - subsp. australis
  - subsp. welwitschianus (Planch.) Esp.Santo, Cubas, Lousã, C.Pardo & J.C.Costa
- Ulex baeticus Boiss.
  - subsp. baeticus
  - subsp. scaber (Kunze) Cubas
- Ulex borgiae Rivas Mart.
- Ulex canescens Lange
- Ulex cantabricus Alvarez & al.
- Ulex densus Webb
- Ulex erinaceus Welw. ex Webb
- Ulex eriocladus C.Vicioso
- Ulex europaeus L.—common gorse
  - subsp. europaeus
  - subsp. latebracteatus (Mariz) Rothm.
- Ulex gallii Planch.—western gorse or western furze
- Ulex jussiaei  Webb
- Ulex micranthus Lange
- Ulex minor Roth—dwarf furze or dwarf gorse
- Ulex parviflorus Pourr.
  - subsp. africanus (Webb) Greuter
  - subsp. airensis (Esp.Santo, Cubas, Lousã, C.Pardo & J.C.Costa) Rivas Mart.
  - subsp. parviflorus Pourr.
  - subsp. rivasgodayanus Cubas

Кількість видів, імовірно, більша, оскільки багато підвидів не тісно пов’язані між собою або мають великі відмінності в плоїдності . 

### Назви видів із невизначеним таксономічним статусом
Статус наступних видів не визначено: 
- Ulex eriophorus Gand.
- Ulex spicatus Gand.

### Гібриди
Описані такі гібриди: 
- Ulex × breoganii (Castrov. & Вальдес Берм. ) Кастрів. & Вальдес Берм. ( U. europaeus × U. gallii )
- Ulex × dalilae Capelo, JCCosta & Lousã ( U. densus × U. jussiaei )
- Ulex × lagrezii Rouy ( U. europaeus × U. minor )

## Екологія
Улекс може рости як кульмінаційна рослина, добре пристосована до пожежі та протистояти їй, є легкозаймистою  та має насіннєві коробочки, які значною мірою розкриваються вогнем, що дозволяє швидко відновлюватися після пожежі. Обпалені пні також легко пускають нову поросль з корінням. Там, де пожежа виключена, улекс незабаром затіняється вищими деревами, якщо не діють інші фактори. Типові періоди повторення пожежі у улексу становлять 5–20 років.
Улекс процвітає в поганих районах вирощуння та в умовах, включаючи посуху;  іноді зустрічається на дуже кам'янистих ґрунтах,  де багато видів не можуть розвиватись. Крім того, він широко використовується для рекультивації земель (наприклад, відвалів шахт), де його здатність фіксувати азот допомагає іншим рослинам краще приживатися.
Улекс є цінною рослиною для дикої природи, створюючи щільний колючий покрив, ідеальний для захисту пташиних гнізд. У Британії, Франції та Ірландії він особливо відомий тим, що підтримує Кропив'янка прованська (Sylvia undata) та Трав'янка європейська (Saxicola rubicola). Квіти іноді поїдають гусениці двосмугої мопсової молі (Gymnoscelis rufifasciata), тоді як гусениці чохликової молі Coleophora albicosta живляться виключно улексом. Суха деревина відмерлих стебел улексу є їжею для гусениць маскуючої молі Batia lambdella .

## Інвазивні види

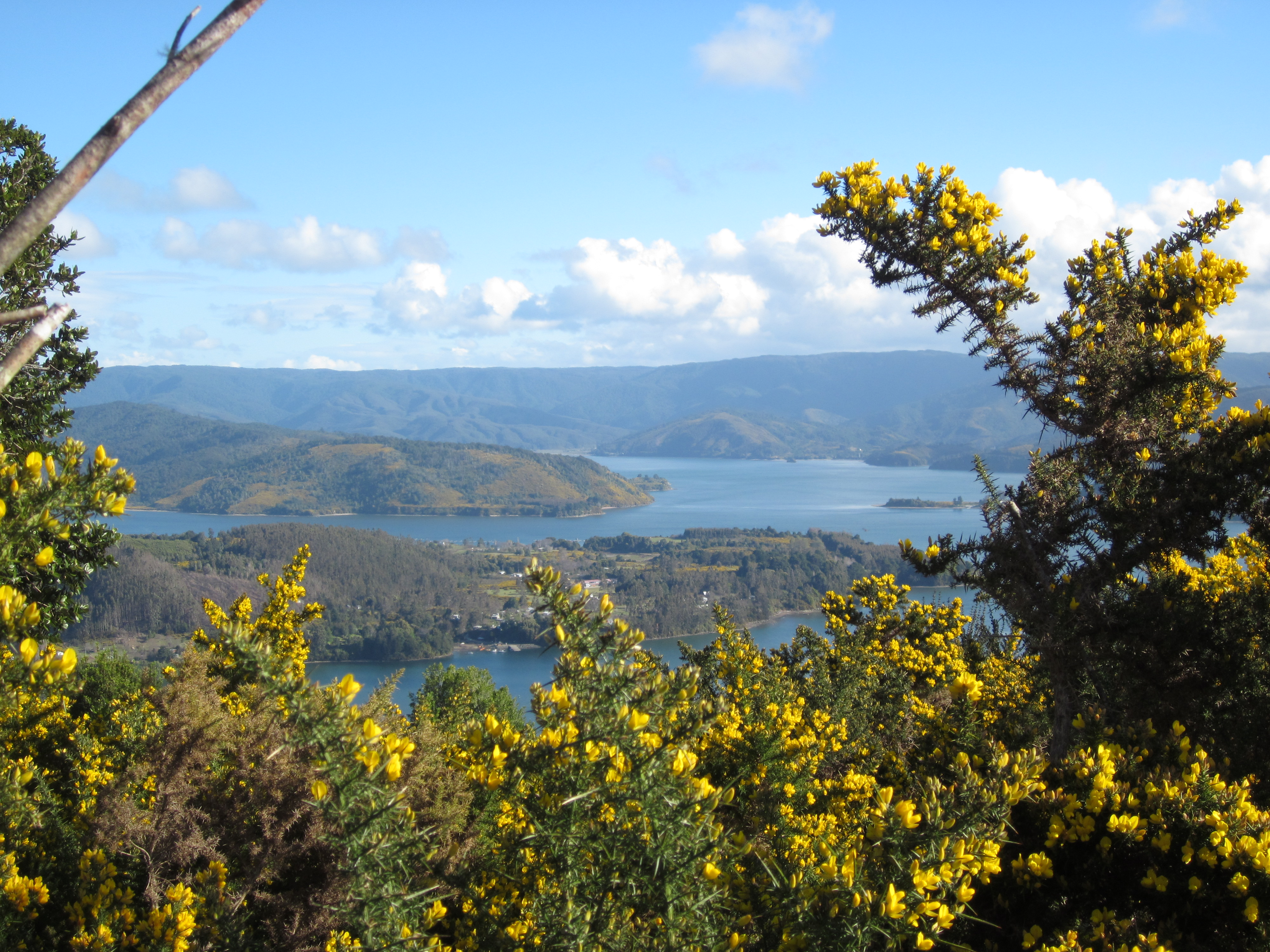
Краєвид Ulex навколо затоки Коррал на півдні Чилі

У багатьох районах Північної Америки (зокрема, Каліфорнії та Орегону), південній частині Південної Америки, Австралії, Новій Зеландії та Гаваях улекс звичайний, інтродукований як декоративна рослина або огорожа, став інвазивним видом через агресивне розповсюдження насіння; виявилося, що його дуже важко викорінити, і він є згубним у місцевому середовищу. Улекс звичайний також є інвазивним видом на гірських луках національного парку Horton Plains у Шрі-Ланці. 

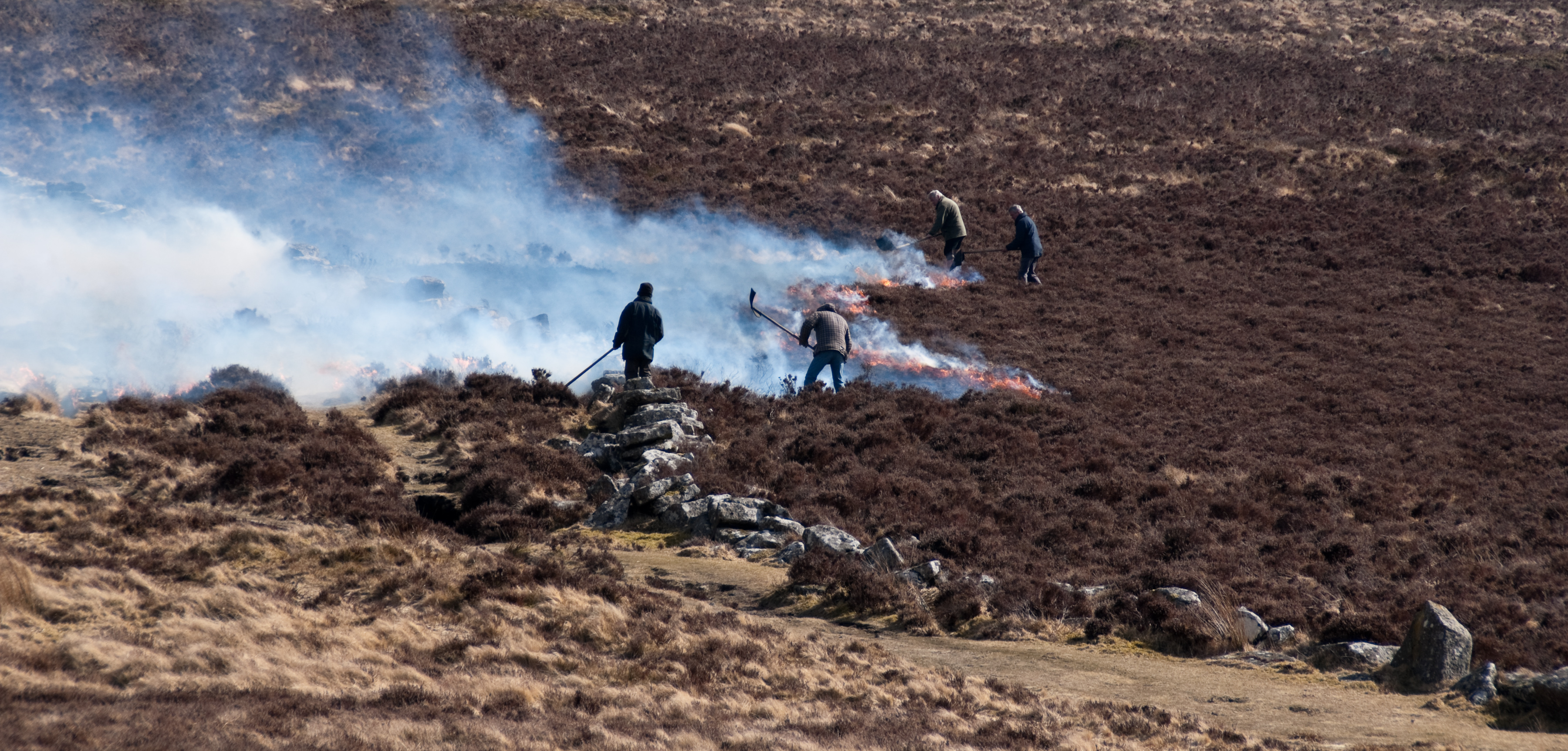
Контрольоване спалювання улексу в Девоні, Англія

## Регулювання
Улекс легко стає домінуючим у відповідних умовах, і там, де це небажано з сільськогосподарських чи екологічних причин, потрібен контроль, або повністю видалити улекс, або обмежити його поширеність. Насадження улексу часто регулюються регулярним спалюванням або розкиданням, що дозволяє їм відростати з пнів або насіння. Більш щільні ділянки улексу можуть бути знищені бульдозером.

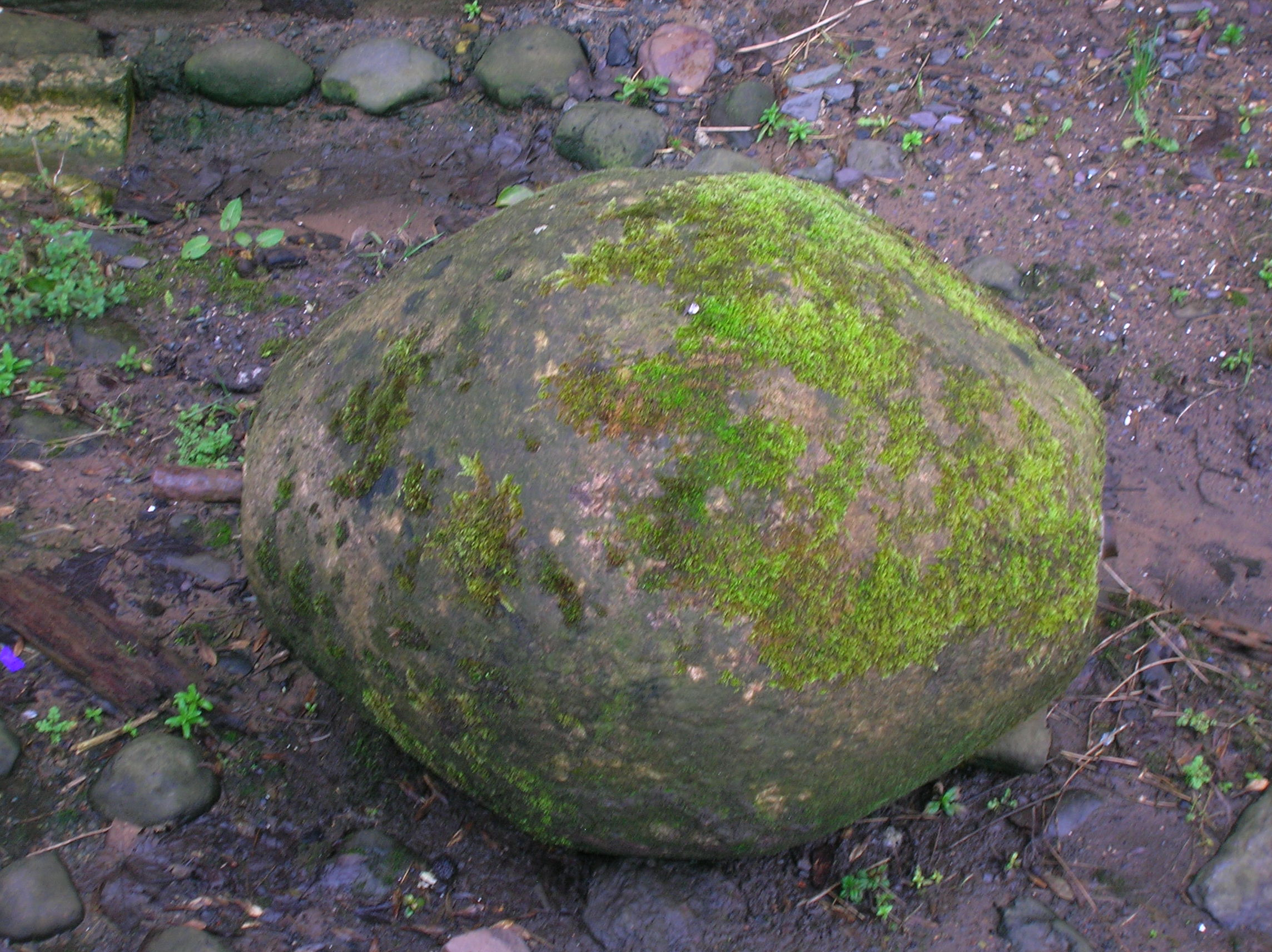
Камінь для улексу в Далгарвен Мілл, Шотландія, використовувався для подрібнення гілок улексу на зимовий корм для худоби

## Використання

### Харчування
Квітки улексу їстівні, їх можна використовувати для приготування салатів і чаю, а також для виготовлення фруктового вина без винограду. 
Улекс можна використовувати як корм для худоби, особливо взимку, коли іншої зелені немає. Традиційно його використовували як корм для великої рогатої худоби, роблячи його приємним на смак або шляхом подрібнення ручними молотками, або подрібнення до консистенції, схожої на мох, за допомогою ручних чи водяних млинів, або дрібно нарізаного та змішаного з соломою. Улекс також їдять як корм деякі види худоби, такі як дикі поні, котрі взимку можуть їсти мало. Поні також можуть їсти тонші стебла спаленого улексу.

### Паливо
Кущі улексу дуже легкозаймисті, і в багатьох регіонах пучки улексу використовували для розпалювання традиційних хлібних печей. 
На острові Гернсі, Нормандські острови, багато традиційних ферм мали спеціальні поля улексу. Швидкорослий улекс та папоротник різали, сушили та зберігали, щоб використовувати їх як паливо, а в фермерських будинках було встановлено спеціально побудовані печі для улексу.  

### Деревина
Деревина улексу використовувалася для виготовлення невеликих предметів; будучи нетоксичним, він особливо підходить для столових приборів. Незважаючи на довговічність, його не використовують для будівництва, оскільки рослина занадто мала, а деревина нестійка і схильна до викривлення. улекс корисний для прикраси саду, оскільки він стійкий до погоди та гнилі.

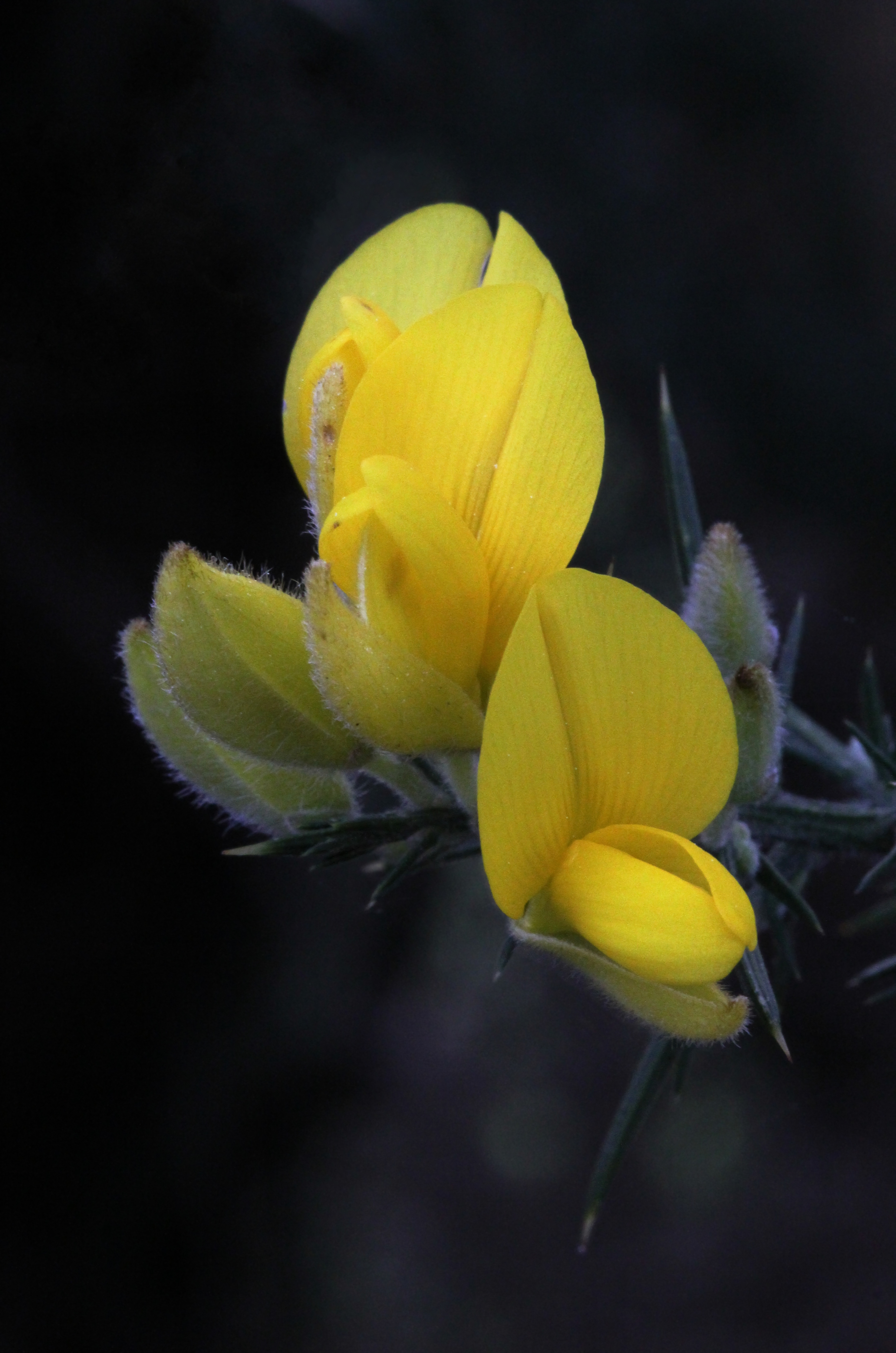
Квітки улексу звичайного

### Альтернативна медицина
Улекс був занесений до списку 38 рослин, які використовуються для приготування квіткових ліків Баха , свого роду альтернативної медицини .

## Символи на основі улексу

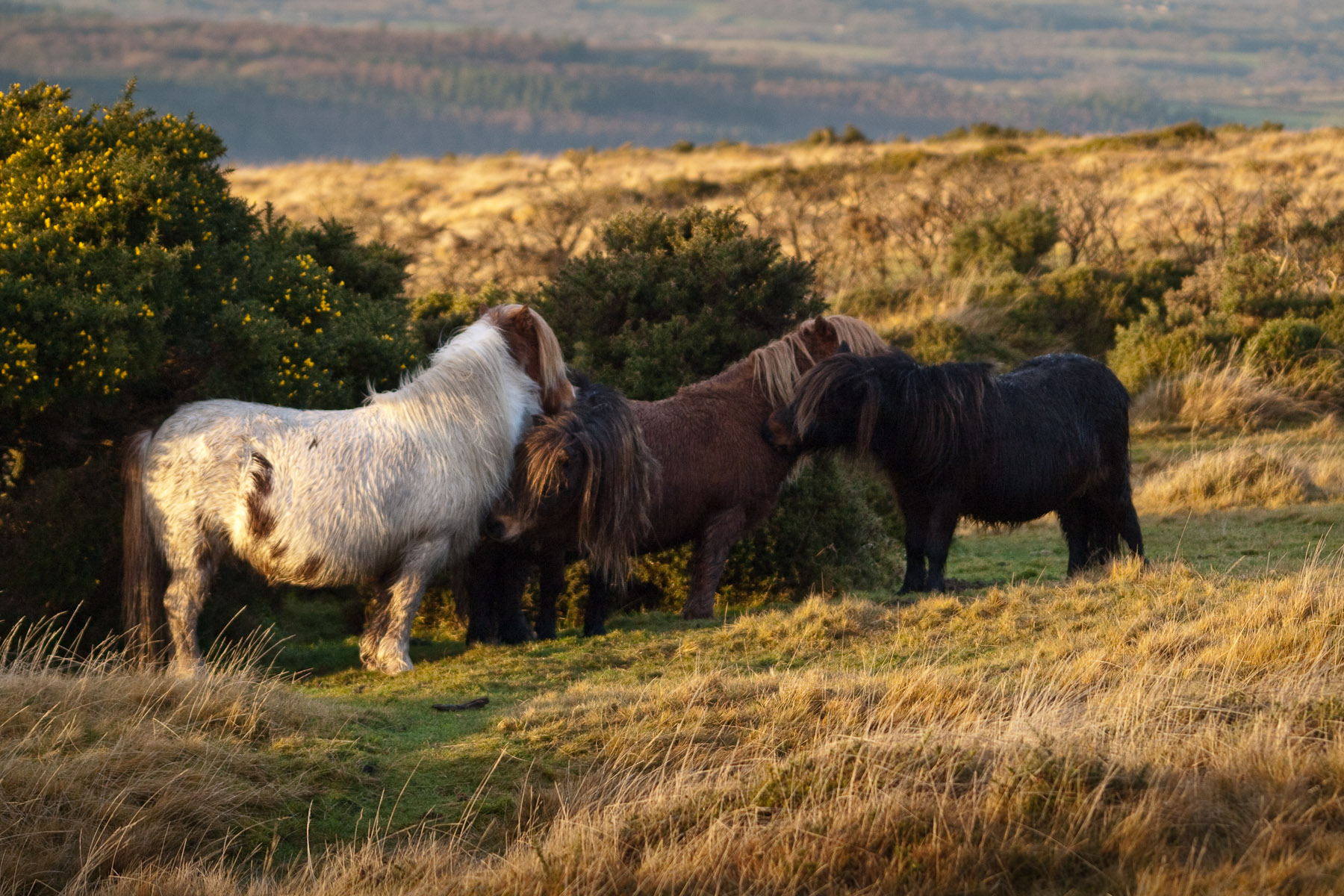
Дартмурські поні ховаються за кущем улексу

Улекс (англ. furze)— це знак шотландських кланів Сінклер і Макленнан  Квітка, відома як хоріма галісійською мовою, є національною квіткою Галісії на північному заході Іспанії.
Улекс також є емблемою Бретані і знову набуває популярності в Корнуоллі, особливо в День святого Пірана.

## У масовій культурі
Його займистість стала символічною, оскільки улекс швидко займистий і швидко вигорає; наприклад, Дойл у своїй книзі «Сер Найджел » сказав серу Джону Чандосу : «. . . Вони спалахують, як кущик у полум’ї, але якщо протягом короткого часу ви можете витримати його тепло, то є шанс, що воно може бути прохолоднішим. . . Якщо валлійці схожі на вогонь furze, тоді pardieu! шотландський скотч — це торф, бо він буде тліти, і ви ніколи не закінчите його» 
У багатьох частинах Британії, особливо в Девоні та Корнуоллі, де він особливо поширений на болотах, вираз «поцілунки вийшли з моди, коли улекс не цвіте»  є традиційним жартом, оскільки вважається, що улекс звичайний завжди в цвітінні. Гілочки улексу, або скоріше furze, як його зазвичай називали в західній сільскій місцевості, були традиційним першотравневим подарунком між молодими закоханими в регіоні, коли насправді цвітіння досягає свого піку.

## Зовнішні посилання
- Вікісховище має мультимедійні дані за темою: Ulex
- 'A Modern Herbal' (Grieves 1931)